# Frontenac blanc
Le Frontenac Blanc est un cépage hybride issu d'une mutation de Frontenac, sorti en 2012. Il est caractérisé par sa résistance aux froids Nord-Américains et à la rapidité à laquelle le fruit atteint maturité, ce qui permet la culture dans les régions comme le 
Québec. 
Le premier Frontenac était le Frontenac Noir, développé aux États-Unis à l'Université du Minnesota et sorti en 1996. Le Frontenac Gris, une version plus hâtive et au raisin plus pâle, a été développé par la suite. Au Québec, une tige de Frontenac Gris a donné des raisins différents, ceux du Frontenac Blanc, et l'observateur, Alain Breault, en a enregistré le nom à la VRM. Cette tige a été clônée et présentait des propriétés désirables : le vin produit avait un goût agréable, et le fruit atteignait maturité plus rapidement que ses deux prédécesseurs, environ 10 jours plus tôt que le Frontenac Noir. Cette dernière qualité est essentielle au Québec car la saison sans gel est très courte.
Le raisin peut atteindre un degré Brix d'environ 24, et permet donc d'atteindre un taux d'alcool suffisamment élevé, un peu comme les vins européens. Il tient aussi une forte acidité, typique des vins hybrides, qui lui donne un goût plus difficile à apprivoiser. Plusieurs vignerons tenteront de diminuer cet effet en baissant l'acidité de plusieurs façons : ensoleillement des grappes, addition de produits comme les sels de potassium, etc. Reste-t-il que c'est un des cépages les plus appréciés pouvant être cultivé dans les régions froides.